# غومازي كوثر
غومازي كوثر (بالفارسية: گو مازی کوثر) هي قرية تقع في البلدة المركزية في إيران. يقدر عدد سكانها بـ 56 نسمة بحسب إحصاء 2016.